# アントニヌスの長城
座標: 北緯55度58分01秒 西経4度04分01秒 / 北緯55.967度 西経4.067度

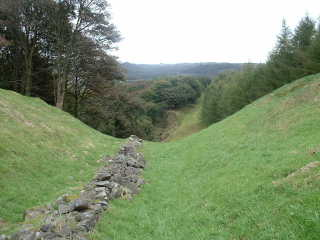
アントニヌスの長城を東方に望む

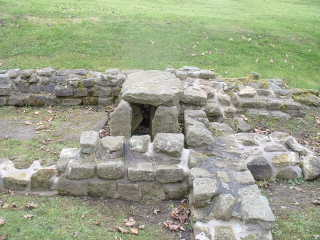
長城の遺構

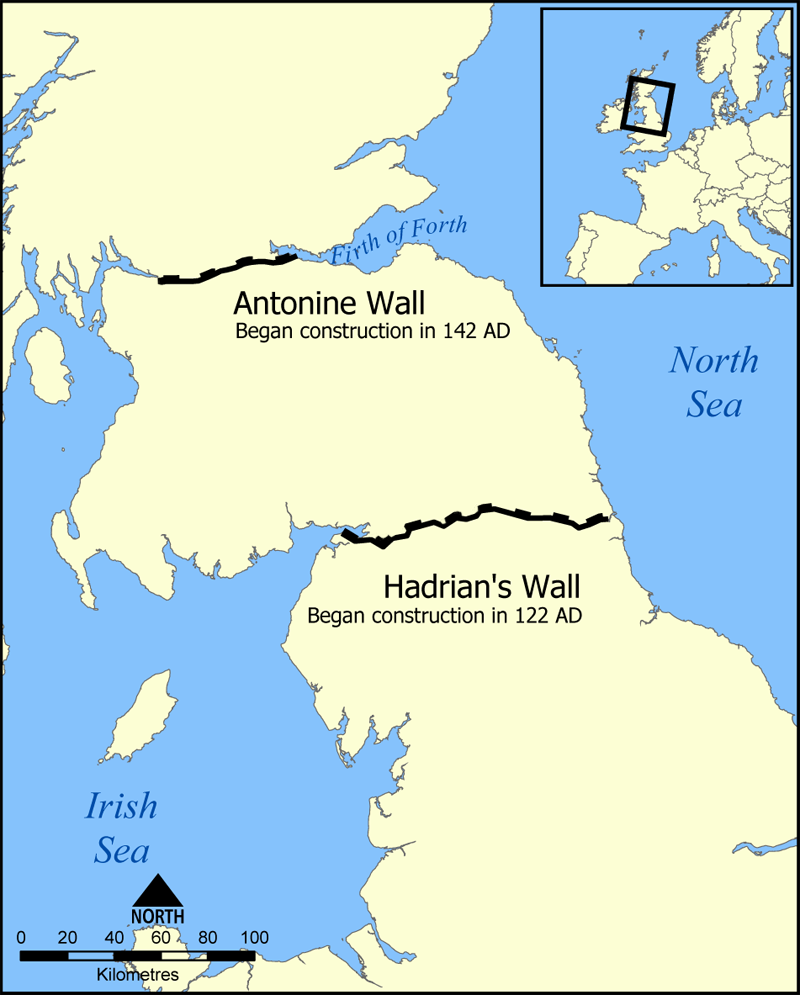
ハドリアヌスの長城とアントニヌスの長城の位置.

アントニヌスの長城（アントニヌスのちょうじょう、英語: Antonine Wall）は、スコットランドの中央部に残る石と土で作られた古代ローマ時代の防塁。
2008年に「ローマ帝国の国境線」に含まれる形で国際連合教育科学文化機関（ユネスコ）の世界遺産に登録された。

## 概要
長城の建築はアントニヌス帝の統治下、西暦142年から144年にかけて行われた。長城はクライド湾沿いの古キルパトリック（ウェスト・ダンバートンシャイア）からフォース湾沿いのフォールカークまで60キロに及んでいる。長城は、先帝によって築かれた160キロ南にあるハドリアヌスの長城に代わるものとして建設され、ローマ人は城壁北方に城堡や基地を築いた。ローマ人は長城から北を「カレドニア」と呼んだ。ただし、この場合の長城はハドリアヌスの長城を指すこともある。スコットランド人（カレドニア人）を征圧できなかったため、長城は幾度もの攻撃にさらされた。
アントニヌスの長城はハドリアヌスの長城に比べ、規模や構築物の点で見劣りがするが、寒さの厳しいローマ帝国の北辺にたった2年で建設されたということを考えると、驚嘆すべき業績といえる。長城は北に幅広の堀を、南に軍道を持つ高さ4メートルの土塁だった。ローマ人は長城の6マイル（9.66キロメートル）ごとに堡塁を設ける計画をしていたが、結局のところ、城壁沿いの19個の堡塁にあわせて2マイル（3.22キロメートル）ごとに改められた。最も保存状態が良いものは、最小の砦の一つでもあるラフ・キャッスル砦である。

## 長城の放棄
次代のアウレリウス帝の治世下、西暦164年、ローマ軍はハドリアヌスの長城へと撤退し、アントニヌスの長城は建設後わずか20年で放棄された。のちにブリソン族と講和し、この周辺は辺境の緩衝国となり「かつての北辺」となった。197年に再び戦闘状態となった際、セプティミウス・セウェルス帝は辺境防備のため208年にスコットランドへ至り、長城の補修を命じた。この遠征は数年に過ぎないものだったが、セウェルス帝の病死によって中止された。
長い年月の間に、風雨にさらされたり建築材料になってしまったりで、現在ハドリアヌスの長城もアントニヌスの長城もほとんど残っていないが、それでもビアースデン、カーキントルック、トゥエーカー、クロイ、ファルカーク、それにポルモントなどに行けば、現存する長城の一部を見ることができる。

## グリム堤
スコットランドの年代記のような中世の歴史書では、アントニヌスの長城は「グリム堤」と呼ばれている。年代記ではこれを、ファーカーの伝説にあるエウゲニウス王の父祖に由来する名称としている。この名前は長城の東端であるボーネス付近の名家グラハム一族と関連付けられ、「グラハム堤」という呼称に変化していった。「グリム」とは古代ゲルマンの伝説で極めて短期間で壮大な治水事業を成し遂げたといわれるオーディンやウォードの別名であると思われている。考古学者は普通、グラハム堤をアントニヌス・ピウス帝にちなんで「ピウスの長城」、または「アントニヌス」の土塁と呼ぶ。スコットランドの文献ではグリムは「ギリック」の変形ともいう。ギリックとは9世紀後半に中世を代表する数々の偉大な軍事的成功を収めたとされる（実在ははっきりしないが）ギリック・マック・ダンゲイル王のことだという。

## 世界遺産
英国政府は2007年1月後半、アントニヌスの長城をユネスコの世界遺産候補として申請し、2008年7月の第32回世界遺産委員会で登録が認められた（「ローマ帝国の国境線」の拡大登録）。